# Gimcheon
Gimcheon (Gimcheon-si; 김천시; 金泉市), è una città della provincia sudcoreana del Nord Gyeongsang.